# Melicope irifica
Melicope irifica är en vinruteväxtart som först beskrevs av Mark James Coode, och fick sitt nu gällande namn av Thomas Gordon Hartley. Melicope irifica ingår i släktet Melicope och familjen vinruteväxter. Inga underarter finns listade i Catalogue of Life.